# Grammoptera coerulea
Grammoptera coerulea är en skalbaggsart som beskrevs av Jurecek 1933. Grammoptera coerulea ingår i släktet Grammoptera och familjen långhorningar. Inga underarter finns listade i Catalogue of Life.